# 1958 en arts plastiques
| Années des arts plastiques : 1955 - 1956 - 1957 - 1958 - 1959 - 1960 - 1961    |
| Décennies des arts plastiques : 1920 - 1930 - 1940 - 1950 - 1960 - 1970 - 1980 |

Cette page concerne l'année 1958 en arts plastiques.

## Œuvres

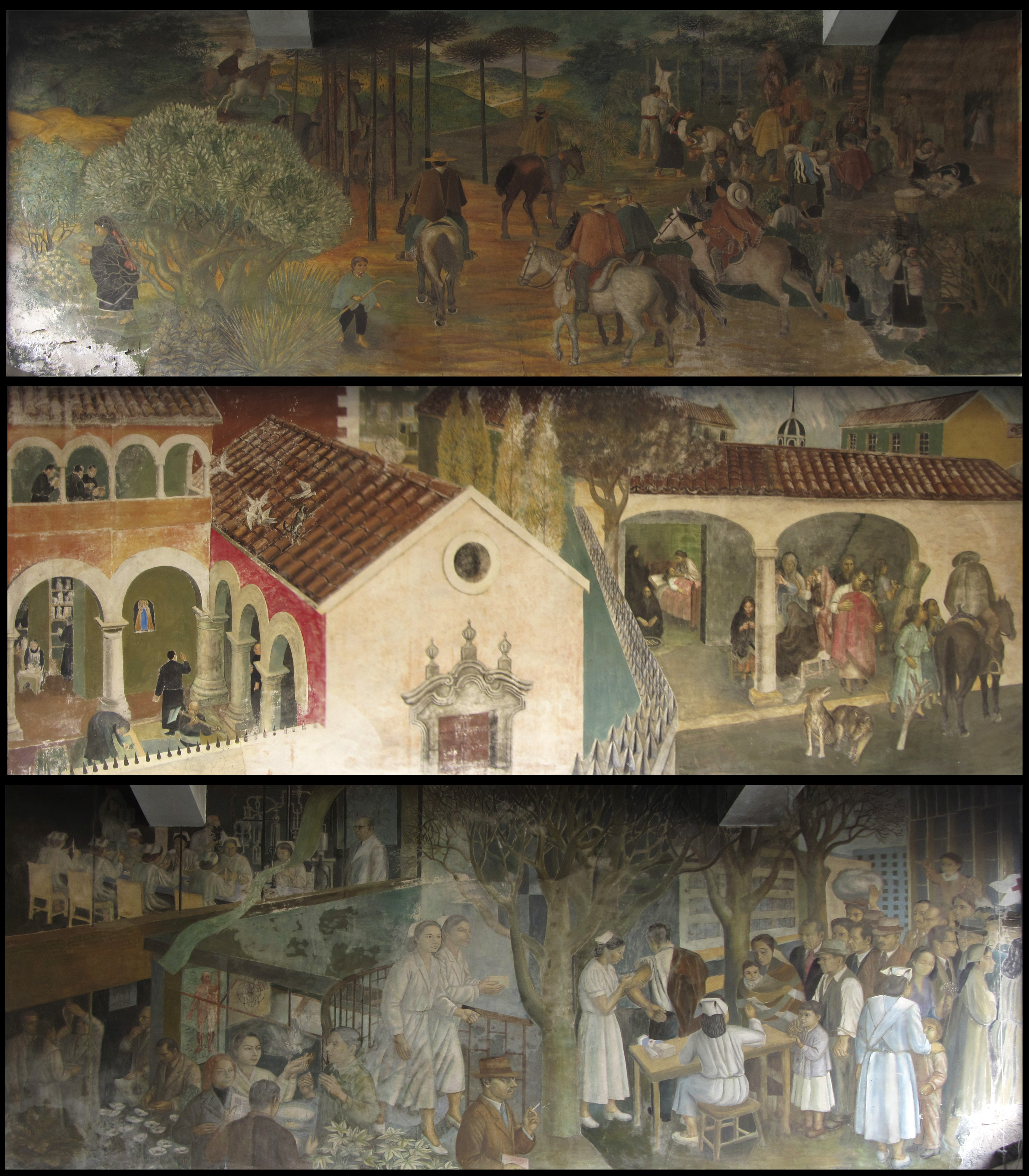
Les trois murs de la fresque Historia de la medicina y la farmacia en Chile, de Julio Escámez.

- Historia de la medicina y la farmacia en Chile, fresque de Julio Escámez, à Concepción, au Chili.

## Événements
- Création à Anvers du mouvement artistique G58, regroupant une trentaine d'artistes, dont Van Hoeydonck, Lutgart De Meyer et Gentils,
- La revue d'art Zéro est fondée par Mack et Piene.

## Naissances
- 10 mars : Andrea, peintre française,
- 24 mars : Simon Messagier, peintre, graveur et céramiste français († 14 mars 2019),
- 30 mars : Dominique Corbasson, illustratrice française († 21 février 2018),
- 4 mai : Keith Haring, artiste américain († 16 février 1990),
- 7 mai : Ceesepe, illustrateur, peintre et auteur de bande dessinée espagnol († 7 septembre 2018),
- 20 mai : Gunter Damisch, peintre autrichien († 30 avril 2016),
- 3 juillet : Didier Mouron, artiste suisse,
- 27 septembre : Rémi Blanchard, peintre français († 11 mai 1993),
- 30 septembre : Didier Paquignon, peintre français,
- 3 novembre : Stéphane Braconnier, peintre abstrait français  († 6 juillet 2015),
- 5 décembre : Julio Galán, peintre mexicain († 4 août 2006).
- Date précise inconnue :
  - Ron Mueck, sculpteur australien.
  - Raphael Statt, sculpteur et moine allemand.

## Décès
- 11 janvier : Pablo Alborno, peintre et ethnographe paraguayen (° 7 juin 1875),
- 14 janvier : René de Saint-Delis, peintre français (° 26 novembre 1876),
- 29 janvier : Léon Rudnicki, peintre, illustrateur et décorateur français (° 28 juillet 1873),
- 30 janvier : Jean-Joseph Crotti, peintre suisse (° 24 avril 1878),
- 6 février : René Maxime Choquet, peintre et sculpteur français (° 1872),
- 9 février :
  - Alphonse Chanteau, peintre français (° 13 mai 1874),
  - Henriette Crespel, peintre française (° 17 mai 1874),
- 10 février : Raymond Buchs, peintre suisse (° 26 mai 1878),
- 13 février : Georges Rouault, peintre français (° 27 mai 1871),
- 14 février : Giuseppe Bozzalla, peintre italien (° 2 mars 1874),
- 18 février :
  - Maurice Boudot-Lamotte, peintre et collectionneur français (° 30 mai 1878),
  - Luigi Spazzapan, peintre italien (° 18 avril 1889),
- 20 février : Eugene Higgins, peintre et graveur américain (° février 1874),
- 22 février : Mathurin Méheut, peintre et illustrateur français (° 21 mai 1882),
- 23 février : Oszkár Glatz, peintre naturaliste hongrois (° 13 octobre 1872),
- 1er mars : Giacomo Balla, peintre et sculpteur italien (° 18 juillet 1871),
- 6 mars : Roger Godchaux, peintre, dessinateur et sculpteur animalier français (° 21 décembre 1878),
- 17 mars : Georges Dutriac, peintre et illustrateur français (° 17 novembre 1866),
- 30 mars : Charles Humbert, peintre, illustrateur et bibliophile suisse (° 4 mars 1891),
- 5 avril : Ásgrímur Jónsson, peintre islandais (° 4 mars 1876),
- 10 avril : Henri Borde, peintre et sculpteur français (° 4 septembre 1888),
- 11 avril : Konstantine Iouon, peintre et théoricien de l'art russe puis soviétique (° 24 octobre 1875),
- 18 avril : Charles Perron, peintre français (° 22 août 1893),
- 25 avril : Iosif Iser, peintre roumain d'origine israélienne (° 21 mai 1881),
- 7 mai : Theodoor van Erp, militaire, graveur, peintre, dessinateur et archéologue néerlandais (° 26 mars 1874),
- 11 mai : Charles-René Darrieux, peintre français (° 17 juillet 1879),
- 17 mai : Robert Dessales-Quentin, peintre paysagiste et aquarelliste français (° 25 août 1885),
- 20 mai : Varvara Stepanova, peintre, dessinatrice, designer, poète, typographe et décoratrice de théâtre russe puis soviétique (° 5 novembre 1894),
- ? mai : Louis Riou, peintre français (° 19 novembre 1893),
- 26 juin : Mario Pérouse, peintre français (° 18 mai 1880),
- 27 juin : Otto Leiber, peintre, dessinateur et sculpteur allemand (° 11 mai 1878),
- 6 juillet : Georges Gobo, peintre, illustrateur, lithographe et graveur français (° 19 juin 1876),
- 8 juillet : Lucien Mainssieux, peintre, critique musical et graveur français (° 4 août 1885),
- 30 juillet : Valdemārs Tone, peintre letton (° 28 mars 1892),
- 12 août : André Bauchant, peintre français (° 24 avril 1873),
- 16 août : Hans Holmen, peintre et sculpteur norvégien (° 8 janvier 1878),
- 20 août : Marie Bedot-Diodati, peintre et bijoutière suisse (° 10 juin 1866),
- 24 août : Paul Henry, artiste et peintre irlandais (° 11 avril 1876),
- 3 septembre : Emmanuel Fougerat, peintre, conservateur de musée et historien d'art français (° 25 décembre 1869),
- 18 septembre : Olaf Gulbransson, peintre, dessinateur, graphiste et caricaturiste norvégien (° 26 mai 1873),
- 28 septembre : Vassili Bakcheïev, peintre et enseignant russe puis soviétique (° 24 décembre 1862),
- 1er octobre : Robert Falk, peintre russe puis soviétique (° 27 octobre 1886),
- 9 octobre : Yves-Edgar Muller d'Escars, peintre français (° 22 décembre 1876),
- 11 octobre :
  - Osvaldo Licini, peintre italien (° 22 mars 1894),
  - Maurice de Vlaminck, peintre français (° 4 avril 1876),
- 12 octobre : Fernand Pinal, peintre et graveur français (° 13 décembre 1881),
- 13 octobre : Serge Férat, peintre et décorateur russe et français (° 28 mai 1881),
- 19 octobre : Ferruccio Baruffi, peintre italien (° 23 mai 1889),
- 25 octobre : Lionello Balestrieri, peintre italien (° 12 septembre 1872),
- 1er novembre : Maria Jarema, peintre, sculptrice et scénographe polonaise (° 24 novembre 1908),
- 11 novembre : Horace Richebé, peintre français (° 28 novembre 1871),
- 13 novembre : Bart van der Leck, peintre néerlandais (° 26 novembre 1876),
- 16 novembre : Ferdinand Desnos, peintre français (° 29 juillet 1901),
- 18 novembre :
  - Paul Mascart, peintre français (° 18 avril 1874),
  - Shōhachi Kimura, peintre, critique d’art et essayiste japonais (° 21 août 1893),
- 26 novembre : Marius de Buzon, peintre français (° 18 septembre 1879),
- 1er décembre : Ferdiš Duša, peintre, graveur sur bois et céramiste austro-hongrois puis tchécoslovaque (° 13 janvier 1888),
- 7 décembre : Hans Reichel, peintre allemand naturalisé français (° 9 août 1892),
- 28 décembre : Marek Szwarc, peintre et sculpteur polonais d'origine juive (° 9 mai 1892),
- 30 décembre : Léopold Pascal, peintre et dessinateur français (° 8 juillet 1900),
- 31 décembre :
  - Albert-Georges Bessé, graveur et peintre français (° 1er mai 1871),
  - Francis Jourdain, peintre, designer et dessinateur français (° 2 novembre 1876),
- ? :
  - Marcel Amiguet, peintre et graveur suisse (° 1891),
  - Pierre-Laurent Baeschlin, peintre français (° 23 septembre 1886),
  - Florentin Chauvet, peintre et sculpteur français (° 4 mars 1878),
  - Camille Gabriel Schlumberger, peintre et décorateur français (° 11 novembre 1864),
  - Gabriel Sue, peintre français (° 1er juin 1867).